# جاستین ایلرز
جاستین ایلرز (انگلیسی: Justin Eilers; ۲۸ ژوئن ۱۹۷۸ – ۲۵ دسامبر ۲۰۰۸) ورزشکار هنرهای رزمی ترکیبی و کاراته‌کا اهل ایالات متحده آمریکا بود.